# Maison Souvan
La maison Souvan (en slovène : Souvanova hiša) ou maison Hohn ( Hohnova hiša) est le plus haut bâtiment de la place de la Ville de Ljubljana, capitale de la Slovénie. Il se trouve près de l'hôtel de ville de Ljubljana du côté opposé (ouest) de la place. Le bâtiment a été construit à la fin du XVIIe siècle et rénové en 1827 sur les plans de Francesco Coconi, qui l'a surélevé. Sa façade du début du XIXe siècle est l’un des exemples les plus remarquables de l’architecture Biedermeier de la ville. Il est décoré de reliefs représentant le commerce, l'art et l'agriculture, œuvres du sculpteur itinérant Martin Kirschner. 